# Чорно-брунатні

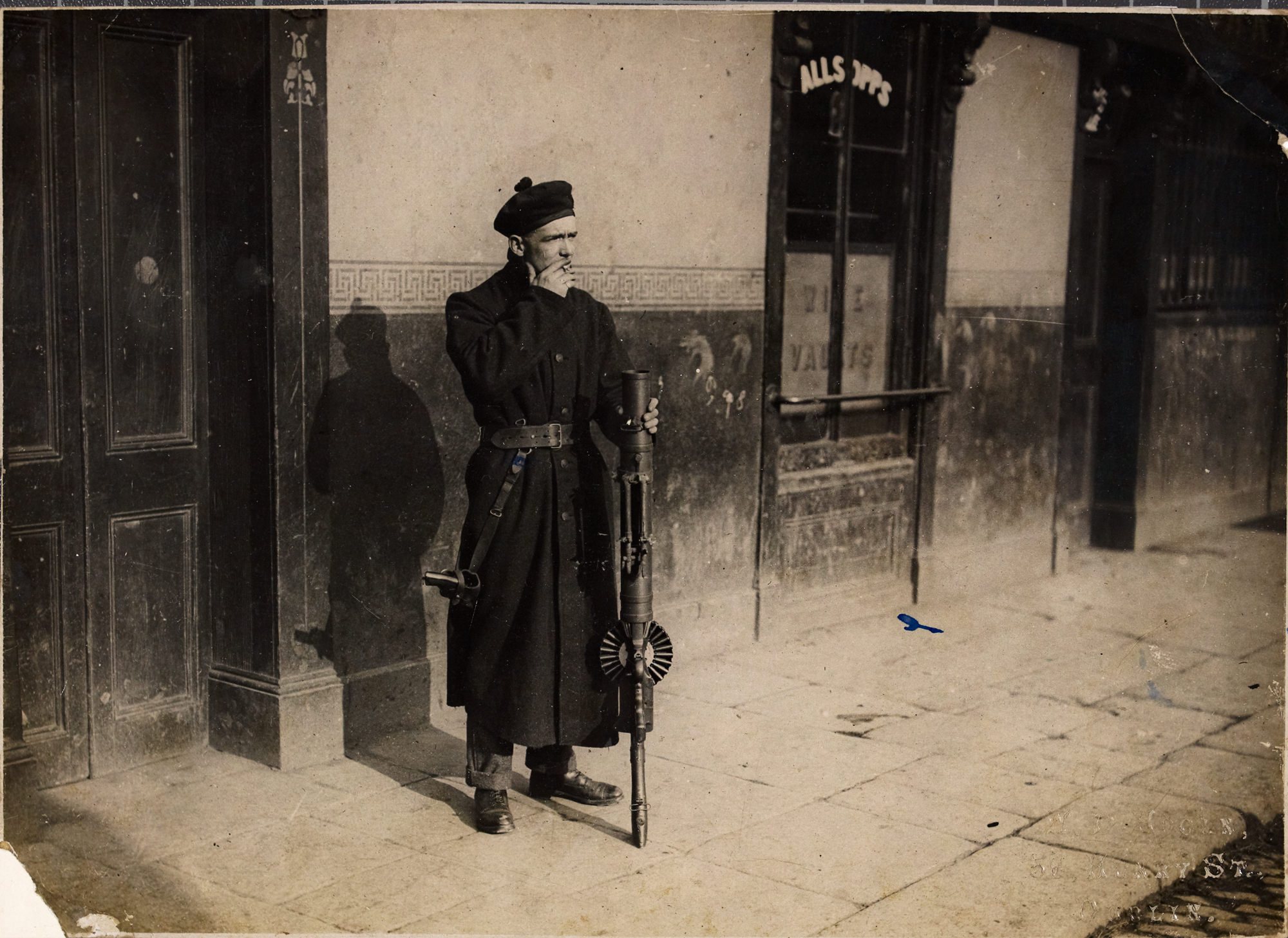
Член чорно-брунатних у Дубліні, курить та має при собі кулемет Льюїса, лютий 1921 року

Чорно-брунатні ( ірл. Dúchrónaigh, англ. Black and Tans)  - Королівська Ірландська поліція (RIC), поліцейські сили, які були сформовані для підтримки порядку та боротьби проти ІРА під час Ірландської війни за незалежність. Рекрутинг розпочався у Великій Британії у січні 1920 року, під час конфлікту було набрано близько 10 000 осіб. Переважна більшість поліцейських – колишні солдати британської армії, які воювали в Першій світовій війні, а в мирний час залишилися без роботи. Хоча деякі поліцейські були з Ірландії.
Британська адміністрація в Ірландії просувала ідею посилення Королівської Ірландської Поліції британськими рекрутами. Хоча співробітники допоміжної поліції і мали підготовку гіршу за підготовку кадрових поліцейських, влада покладали на них задачі по утриманню території Ірландії під владою Британської корони і боротьби з Ірландською Республіканською Армією. Неформальна назва "чорно-брунатні" виник від кольорів імпровізованої форми, яку вони носили на перших етапах участі в конфлікті, суміші темно-зеленої уніформи RIC (близької до чорного) і хакі британської армії. Вони служили у всіх регіонах Ірландії, але більшість були відряджені в південні та західні регіони, де бойові дії були найважчими. До 1921 року чорно-брунатні складали майже половину RIC в окрузі Типперарі.
Чорно-брунатні здобули погану репутацію та відомі репресійними нападами на цивільне населення та власність, включаючи позасудові вбивства, підпали та грабежі. Їхні дії ще більше розбурхували ірландську громадську думку проти британського панування; терор викликав осуд і в Британії.
Чорно-брунатних іноді плутають з допоміжним відділенням, підрозділом протидії повстанцям RIC, який також був сформований під час конфлікту і складався з колишніх британських офіцерів. Однак іноді термін «чорно-брунатні» охоплює обидві групи. Аналогічна організація, Спеціальна Поліція Ольстера, була заснована для посилення RIC у Північній Ірландії.  

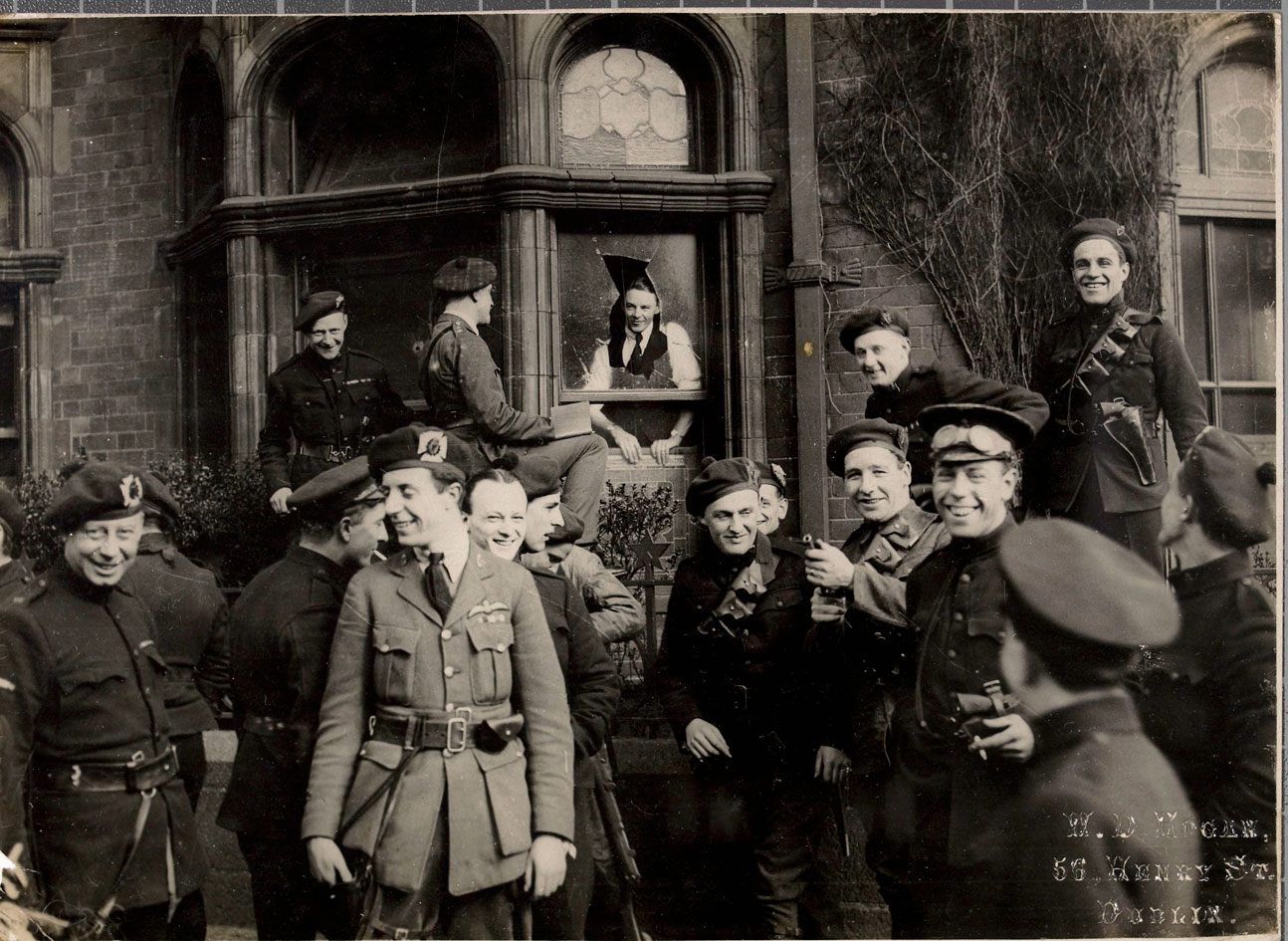
Група чорно-брунатних у Дубліні після нападу ІРА, квітень 1921 року

## Наслідки
Через жорстокість поведінки чорно-брунатних в Ірландії та численні військові злочини, які вони вчиняли, пам'ять про них зберігається досі. Однією з найвідоміших ірландських республіканських пісень є  "Вийди, чорно-брунатний" Домініка Бехана.
Ірландську війну за незалежність іноді називають «чорно-брунатною війною» (Black-and-Tan War) або «брунатною війною» (Tan War).
Медаль "Cogadh na Saoirse" ("Війна за незалежність"), що присуджується ірландським урядом з 1941 р. ветеранам війни ІРА, містить стрічку з двома вертикальними смугами чорного та брунатного.